# Davy (Virgínia Ocidental)
Davy é uma cidade  localizada no estado norte-americano de Virgínia Ocidental, no Condado de McDowell.

## Demografia
Segundo o censo norte-americano de 2000, a sua população era de 373 habitantes.
Em 2006, foi estimada uma população de 353, um decréscimo de 20 (-5.4%).

## Geografia
De acordo com o United States Census Bureau tem uma área de
3,3 km², dos quais 3,3 km² cobertos por terra e 0,0 km² cobertos por água. Davy localiza-se a aproximadamente 344 m acima do nível do mar.

## Localidades na vizinhança
O diagrama seguinte representa as localidades num raio de 20 km ao redor de Davy.